# Chippenhall Green
Chippenhall Green är en by i Suffolk i England. Byn nämndes i Domedagsboken (Domesday Book) år 1086, och kallades då Cebbenhala/Cibbenhala/Cipbenhala/Cybenhalla.